# Hernando Franco
Hernando Franco (Galizuela, 1532 – Città del Messico, 28 novembre 1585) è stato un compositore spagnolo del Rinascimento.
La sua carriera si sviluppò nella Nuova Spagna come maestro di cappella delle cattedrali dell'Antigua Guatemala (1570-1573) e di Città del Messico (1575-1585).

## Biografia
Nacque nella località di Galizuela, nella parte orientale dell'attuale provincia di Badajoz. Ricevette una formazione alla cattedrale di Segovia dove, insieme con i fratelli Lázaro e Jerónimo del Álamo fu un paggetto (seise) dai dieci fino ai diciassette anni. Un amico della famiglia Álamo, Mateo Arévalo Sedeño, si recò nel Nuovo Mondo per un incarico ufficiale; Hernando Franco, allora ventiduenne, colse l'occasione per accompagnarlo e successivamente si stabilì a Santiago de Guatemala.
Grazie alle sue solide conoscenze e alla sua qualità come musico da chiesa, fu maestro di cappella della cattedrale dal 1570 a 1573. A causa di una riduzione del suo salario rinunciò insieme con Jerónimo e si trasferirono a Città del Messico, dove risiedeva il dottor Mateo Arévalo. In questa città occupò la posizione vacante di maestro di cappella della cattedrale, succedendo a Juan de Vitoria. Fu ufficialmente nominato il 20 maggio 1575.
La chiesa in cui si suonava la musica di Franco non era la cattedrale attuale, la cui costruzione fu iniziata nel 1573, ma la prima cattedrale di Città del Messico, edificata tra il 1524 e il 1532. Nonostante la costruzione della seconda e definitiva cattedrale comportasse grandi spese, le attività musicali ricevettero molto sostegno dalle autorità ecclesiastiche.
Con l'ingresso di Franco, la musica della cattedrale di Città del Messico sperimentò un periodo di splendore: i compensi erano più che adeguati e si ingaggiavano cantanti e strumentisti. La musica di Franco fu molto apprezzata per la sua qualità e il compositore ne fu ampiamente ricompensato. Tuttavia nel 1582 le autorità ecclesiastiche decisero di limitare le spese della cattedrale. I compensi di buona parte dei musici furono ridotti di molto. Come risposta, Franco rinunciò al suo posto e i musici si rifiutarono di suonare. Una settimana dopo raccolsero il frutto della protesta e dei successivi negoziati e le attività musicali tornarono alla normalità. Il rendimento di Franco declinò gradualmente, forse per motivi di salute: nel 1583 vi furono proteste perché non stava insegnando adeguatamente ai bambini del coro e l'anno successivo fu sollevato da questo incarico, proprio del maestro di cappella. Morì nel 1585.

## Opera
Nel 1611 Hernández presentò alle autorità della cattedrale un libro di coro che conteneva la copia di 16 opere polifoniche di Franco. Le autorità ritennero il libro molto importante e volentieri lo pagarono a Hernández.
Questo libro di coro — conosciuto come Codice Franco — si è conservato fino a oggi. Si tratta di un manoscritto di 178 pagine di pergamena, accuratamente copiato e con bei disegni a colori in alcuni dei capilettera. Il Codice Franco si trova ora al Museo Nacional del Virreinato di Tepotzotlán, molto vicino a Città del Messico. Soffre di alcune mutilazioni e gli mancano due dei 16 Magnificat originali, tuttavia le condizioni generali del documento non sono cattive e la musica mancante si è potuta recuperare. Poiché il Codice Franco non è scritto nella notazione musicale moderna, fu trascritto dal musicologo Steven Barwick nel 1965. 
Franco è stato considerato uno dei più importanti compositori della Nuova Spagna, oltre a essere considerato per lungo tempo il primo compositore di musica per la cattedrale. Seppe arricchire sostanzialmente la pratica musicale delle cattedrali di Santiago de Guatemala e di Città del Messico con composizioni di sua mano che si conservano fino a oggi.
La musica di Franco fu molto apprezzata anche dopo la sua morte. È significativo che ancora si conservino copie delle sue opere che furono eseguite in diverse città e diverse chiese: nelle cattedrali di Città del Messico, di Puebla e di Città del Guatemala, così come nei conventi del Carmen e dell'Incarnazione di Città del Messico e nella città guatemalteca di Jacaltenango.
In Guatemala si conservano l'"Antiphona in Die Purificationis" e un "Benedicamus Domino" a cinque voci, oltre a una collezione di Magnificat. In Messico si conservano composizioni da quattro a undici voci, che mostrano una buona qualità e una familiarità con i procedimenti della sua epoca. La sua opera è scritta con tutti gli attributi della musica palestriniana, dotata di una profonda ispirazione, nonostante la semplicità della sua linea melodica. Parte delle sue composizioni si conservano nella cattedrale di Guadalajara.

### I brani in náhuatl
In un manoscritto del XVI secolo trovato a Città del Messico, chiamato Codice Valdés, appaiono due brani di musica polifonica, il cui testo sono preghiere alla Vergine Maria in náhuatl. Queste composizioni furono inizialmente attribuite a Hernando Franco, giacché il manoscritto era approssimativamente della stessa epoca del compositore. Invece il musicologo Robert Stevenson ha scartato questa possibilità. Nella parte superiore dello spartito di una delle preghiere in náhuatl di questo codice si può leggere herna don fran co.
Nel 1934 Gabriel Saldívar Silva interpretò quest'iscrizione come “Hernando Franco”. Però per le differenze di stile rispetto alle opere conosciute di Hernando Franco, nel 1952 Robert Stevenson sollevò il dubbio che le preghiere in náhuatl fossero del maestro di cappella, ma nella sua trascrizione mantenne l'attribuzione proposta da Saldívar.
In uno scritto successivo, Stevenson affermò che l'uso del trattamento “don” indicava che si trattava di un compositore di origine indigena, perché nella Nuova Spagna del XVI secolo solamente i cacicchi indigeni e gli immigrati spagnoli di più alto rango potevano usare il trattamento “don”. Così, Stevenson suggerì che l'autore delle preghiere del codice Valdés non fosse lo stesso Hernando Franco che era stato maestro di cappella della cattedrale. In un altro scritto Robert Stevenson dichiarò che “fran co”, non era da leggersi Franco, ma come un'abbreviazione per Francisco.

## Discografia
- La Jornada: Presentan cd doble con un “tesoro catedralicio”